# 天主教斯托克顿教区
天主教斯托克頓教區（拉丁語：Dioecesis Stocktoniensis）是美國一個羅馬天主教教區。屬舊金山總教區。成立於1962年1月13日。
教區範圍包括加州中部共六縣，教座位於斯托克頓。2010年有教友233,152人、卅四個堂區、九十五名司鐸。現任主教為斯德望·布萊爾。